# Місце смерті
Місце смерті особи позначає географічне місце, де померла особа. Місце смерті може збігатися чи не збігатися з місцем поховання.

## У життєписах
У життєписах (у книгах, енциклопедіях тощо) місце смерті позначається скороченнями «п.», «пом.», знаком «†», або, якщо відома дата народження, без будь-яких позначок.

## Географічне місце
Географічне місце смерті позначається топонімом, зазвичай адміністративною одиницею нижчого (місто, селище, село, хутір) чи вищого (район, округ, область) рівня. Інколи це місце на території поселення, наприклад лікарня. Якщо місце смерті точно не визначити, то його узагальнюють до вищої адміністративної одиниці, про яку відомо, включно до країни. Також використовують варіант «невідомо», якщо встановити місце смерті не є можливим.
Інколи місцем смерті може бути транспортний засіб (поїзд, судно, літак тощо).

## Право
Місце смерті встановлюється лікарем і офіційно реєструється у свідоцтві про смерть, яке видають РАЦСи, інші державні органи або відповідні інституції. Це свідоцтво є важливим документом для майбутніх юридичних дій. Якщо смерть особи сталася в лікарні, то в свідоцтві зазначають також назву цієї лікарні.
В актових записах цивільного стану у графах:
- «Дата народження», «Дата смерті» — число і рік вказуються арабськими цифрами, місяць — словом;
- «Місце народження» та «Місце смерті» — зазначаються повна офіційна назва держави та інші дані за існуючим адміністративно-територіальним устроєм.

Питання державної реєстрації смерті регулюються статтею 17 Закону України «Про державну реєстрацію актів цивільного стану» (2398-17), главою 5 розділу III Правил державної реєстрації актів цивільного стану в Україні, затверджених наказом Міністерства юстиції України від 18.10.2000 N 52/5 (z0719-00) (у редакції наказу Міністерства юстиції України від 24.12.2010 № 3307/5) (z1371-10).
Державна реєстрація смерті проводиться органом державної реєстрації актів цивільного стану на підставі документа встановленої форми про смерть, виданого закладом охорони здоров'я чи судово-медичною установою; рішення суду про встановлення факту смерті особи в певний час або про оголошення її померлою. Державна реєстрація смерті проводиться не пізніше трьох днів з дня настання смерті або виявлення трупа, а в разі якщо неможливо одержати документ закладу охорони здоров'я або судово-медичної установи, — не пізніше п'яти днів, поданою у вищевказані строки, проводиться за останнім місцем проживання померлого, за місцем настання смерті чи виявлення трупа або за місцем поховання.